# Амгунь
Амгу́нь (устар. Амгун, местн. устар. Хымгунь; эвенк. Амӈун; нивх. Ӽыӈгр) — река в Хабаровском крае России, левый приток Амура.

## Гидрография

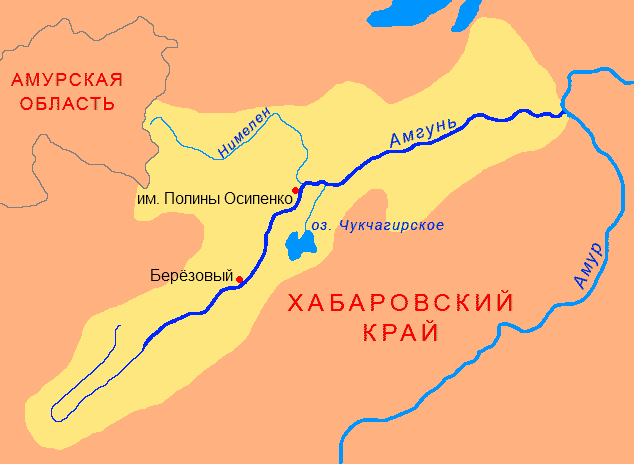

Образуется слиянием рек Сулук (Суду, Холук) и Аякит на склонах Буреинского хребта.
Длина реки — 723 км, площадь бассейна — 55,5 тыс. км². Средний уклон — 1,82 ‰. В бассейне реки около 4,5 тыс. озёр суммарной площадью 647 км².
Протекает по заболоченной тайге, по вечной мерзлоте. В верховьях — типичная горная река, в низовьях сообщается с озером Дальжа по протоке из озера Далган.

### Водный режим
Среднемноголетний расход воды в нижнем течении Амгуни — 488 м³/с (объём стока — 15,402 км³/год). Средний годовой расход в 193 км от устья — 500 м³/с. Максимальные расходы воды достигают 2000 м³/с.
Питание реки в основном дождевое. Весеннее половодье продолжается 1—1,5 месяца. Температура воды в верховьях летом — не более 18 °C, в среднем течении — 20—21 °C, в нижнем достигает 26 °C. Часты дождевые паводки — в горной части бассейна их число доходит до 12, в низовьях — от 4 до 10 за сезон, подъёмы уровня воды при этом достигают соответственно 2—4 и 4—8 м и более. С мая по октябрь в верхнем течении реки проходит до 97 % годового стока; в нижнем течении — 92—94 %. Наиболее сильные паводки наблюдаются в августе.
Среднемноголетний сток взвешенных наносов (село Гута) составляет 882 тыс. т/год. Минерализация воды 150—350 мг/л в период повышенного стока до 700—800 мг/л в зимнюю межень.

### Ледотермика
Первый лёд на реке появляется в конце октября; к середине ноября река окончательно замерзает, причём в горах несколько раньше, чем на равнине. Также в горах образуются наледи. Ледяной покров обычно торосистый. Толщина льда — в среднем около 1 м, в холодные зимы может доходить до 170 см. Ледостав 180—190 дней. Амгунь вскрывается в начале мая. До села Акцинга ледоход проходит довольно спокойно, ниже он носит бурный характер и сопровождается заторами льда.

## Ихтиофауна
В реку на нерест заходят лососёвые: горбуша, летняя и осенняя кета. Здесь воспроизводится до 40 % осенней кеты, до 60 % — горбуши и летней кеты всего амурского бассейна. Также здесь обитают таймень, ленок, хариус, щука, сом, налим, сиг, чебак.

## Хозяйственное значение
Амгунь судоходна в низовьях — на 330 км от устья. В верхнем течении Амгуни от места слияния Сулука и Аякита до посёлка Берёзового протянулась трасса Байкало-Амурской магистрали. От моста через Аякит БАМ идёт по правому берегу Амгуни, после моста на перегоне Уркальту — Баджал — по левому, после моста на перегоне Джамку — Сектали — вновь по правому, после моста на перегоне Сектали — Эанга — вновь по левому; после Берёзового трасса через мост окончательно уходит на амгунское правобережье, таким образом не доходя до начала судоходной зоны возле села имени Полины Осипенко. От посёлка Берёзового до села имени Полины Осипенко имеется автодорога.
В бассейне Амгуни ведётся золотодобыча, заготавливается и перерабатывается древесина. Развито рыболовство.

## Притоки
Объекты перечислены по порядку от устья к истоку.
- 4 км: водоток протока Капкудан
- 19 км: водоток протока Дальжинская
- 46 км: Юшкуты
- 73 км: водоток протока Сомнинская (Сомня)
- 76 км: Малая Уда (Нижняя Уда)
- 81 км: Большая Уда
- 104 км: Горбушка
- 105 км: река без названия
- 112 км: Нижняя Бальза
- 114 км: Верхняя Бальза
- 118 км: Хайя
- 124 км: Могилки
- 125 км: Им
- 126 км: Хава
- 134 км: Малый Наильдин
- 139 км: Большой Наильдин
- 148 км: Большой Инмакчан
- 150 км: Мальдехан
- 155 км: Оскаул
- 158 км: Большой Куян
- 158 км: Малый Куян
- 160 км: Давакса
- 172 км: Нижняя Балда
- 178 км: Верхняя Балда
- 183 км: Нижний Горбыляк
- 183 км: Усман
- 185 км: Бумкан
- 193 км: Гугинка
- 195 км: Верхний Горбыляк
- 210 км: река без названия
- 218 км: Амуксикан
- 223 км: Мани
- 234 км: Богочукан
- 244 км: Омельдин
- 268 км: Димитин
- 269 км: Гакцынка
- 277 км: Ольджикан
- 289 км: Татарский Ключ
- 303 км: Тютюковка
- 307 км: Муксенка
- 315 км: Нимелен (Немилен)
- 329 км: Семитка (Семи)
- 360 км: Иган
- 388 км: Ниланкан
- 413 км: Туянка
- 417 км: Долге
- 420 км: Нилан
- 432 км: река без названия
- 434 км: река без названия
- 441 км: Юкачи
- 444 км: река без названия
- 456 км: река без названия
- 461 км: Чёрный Ключ
- 469 км: Дуки
- 482 км: река без названия
- 486 км: Вели
- 503 км: Эльга
- 504 км: Эбгунь
- 517 км: водоток протока без названия
- 523 км: река без названия
- 527 км: Угучан
- 529 км: Омогунь
- 540 км: водоток протока без названия
- 541 км: Сонах
- 545 км: Ясина
- 550 км: Эбкан (Большой Эбкан)
- 563 км: водоток протока без названия
- 579 км: Эгогна
- 581 км: Эпкакан
- 584 км: Мерек
- 597 км: река без названия
- 601 км: река без названия
- 603 км: Темга (Тамга)
- 614 км: река без названия
- 616 км: Болюну
- 618 км: река без названия
- 619 км: река без названия
- 621 км: река без названия
- 632 км: река без названия
- 640 км: Баджал
- 641 км: Тала-Биракан
- 643 км: река без названия
- 647 км: Куркальту
- 651 км: река без названия
- 653 км: река без названия
- 656 км: река без названия
- 664 км: река без названия
- 665 км: Талиджак
- 670 км: река без названия
- 679 км: Герби
- 681 км: Большая Куркальту (Хуркалту)
- 687 км: водоток протока без названия
- 693 км: Аракот
- 695 км: Чиричикан
- 707 км: Ирунгда
- 712 км: Нижняя Эльга
- 714 км: река без названия
- 718 км: Могды (Нокды)
- 723 км: Аякит (Аявит)
- 723 км: Сулук (Хулук)

## Данные водного реестра
По данным государственного водного реестра России и геоинформационной системы водохозяйственного районирования территории РФ, подготовленной Федеральным агентством водных ресурсов:
- Бассейновый округ — Амурский
- Речной бассейн — Амур
- Речной подбассейн — Амгунь
- Водохозяйственный участок — Амгунь